# جاده تهران شمال و آثار داخل حریم
جاده تهران شمال و آثار داخل حریم مربوط به دوره پهلوی دوم است و در شهرستان شمیرانات، ارتفاعات البرز، قله توچال واقع شده و این اثر در تاریخ ۱۸ اردیبهشت ۱۳۸۰ با شمارهٔ ثبت ۳۸۰۸ به‌عنوان یکی از آثار ملی ایران به ثبت رسیده است.